# Bodas de sangre (ópera)
Bodas de sangre (título original en alemán, Bluthochzeit) es una ópera en dos actos con música y libreto en alemán de Wolfgang Fortner, basado en la obra Bodas de sangre de Federico García Lorca. Se estrenó el 8 de junio de 1957 en la Ópera de Colonia bajo la dirección de Günter Wand. También se representó en Francia, en alemán en el año 1963 en el Théâtre des Nations por la ópera de Stuttgart bajo la dirección de Ferdinand Leitner y en francés, en 1968 en Burdeos bajo la dirección de Herbay.

## Personajes
- La madre del novio (soprano)
- El novio (papel hablado)
- La novia (soprano)
- El padre de la novia (papel hablado)
- Leonardo (barítono)
- La mujer de Leonardo (contralto)
- La joven muchacha (mezzosoprano)
- El niño (soprano)
- La Muerte (como Mendiga)
- La Luna (tenor)
- tres leñadores (papeles hablados)
- Coro: muchachas, muchachos, invitados, vecinos.